# Víctor Olmo
Víctor Olmo Durán (Jerez de la Frontera, 17 de junio de 2001) es un futbolista español que juega como mediocentro en el Atlético Malagueño de la Tercera División RFEF.

## Trayectoria
Nacido en Jerez de la Frontera, Víctor comienza en el fútbol base del Cádiz CF y Balón de Cádiz CF antes de llegar a la cantera del Málaga CF en 2017. Siendo inicialmente asignado al equipo C del club, debuta con el filial malagueño en la extinta Tercera División el 18 de octubre de 2020 al entrar como suplente en la segunda mitad en una victoria por 1-0 frente al Juventud de Torremolinos CF. Anota su primer gol con el filial el 16 de marzo de 2022 en la victoria por 2-1 contra el Alhaurín de la Torre CF.
Debuta con el primer equipo el 7 de mayo de 2022, partiendo como titular en un empate a ceros frente al Real Oviedo en la Segunda División.

## Clubes
Actualizado al último partido disputado el 7 de mayo de 2022.
| Club               | País   | Año       | Partidos | Goles |
| ------------------ | ------ | --------- | -------- | ----- |
| Atlético Malagueño | España | 2020-act. | 35       | 2     |
| Málaga CF          | España | 2022-act. | 1        | 0     |